# Tuzos TV Online
Tuzos TV Online es el canal televisión por internet creado para transmitir todo lo relacionado con el Grupo Pachuca y el equipo de fútbol de primera división Pachuca Club de Fútbol. El visitante de este canal, puede acceder a distintas secciones como: entrenamientos del primer equipo, campeonatos, Historias de Plata, Tuzoccer y la Universidad del Fútbol.
Conscientes del mundo globalizado y competitivo en el que vivimos, la directiva del Grupo Pachuca desarrolló un canal de televisión por Internet que permitirá que aficionados al fútbol de todo el mundo, conozcan la informaciónmás actualizada de los Tuzos del Pachuca, así como de las unidades de negocio de la institución deportiva más innovadora y vanguardista del balompié mexicano.

## Historia
Tuzos TV Online inició sus transmisiones el 17 de octubre de 2007, durante una convención realizada en el Tuzoforum y precedidá por José de Jesús Martínez Patiño. El primer video que se transmitió fue una bienvenida a los usuarios por parte de Martínez.

## Personal
Tuzos Tv Online tiene como presidente al Licenciado José de Jesús Martínez Patiño, que al mismo tiempo es presidente de todo el Grupo Pachuca. Jabel Marines Limón es el director de Comunicación del grupo Pachuca, al mismo tiempo es el director de Tuzos Tv Online. Como Jefe editorial y de producción está Victor Miranda, Diseñador Gráfico.
Cristian Figueroa y José Luis Barclay son los editores y reporteros de base de este canal de televisión. Tuzos TV online recibé ayuda de todas las áreas de comunicación del Grupo Pachuca, en especial de Tuzoccer México y Tuzoccer Internacional. Nohemí Santin, Rigoberto Lopéz, Pablo Silber, Nahúm Olvera, Raúl Castañeda, Ruth García, Fabiola Valle, Juán Vergara, Alan Hernández, entre muchos otros.